# Templo funerario de Ramsés III
El templo funerario de Ramsés III es una estructura del Reino Nuevo ubicada en la ciudad de Medinet Habu, al oeste de Luxor, Egipto. Además de por su tamaño y su importancia arquitectónica y artística, el templo es conocido por sus relieves que ilustran el advenimiento y la caída de los Pueblos del Mar durante el reinado de Ramsés III.

## Descripción

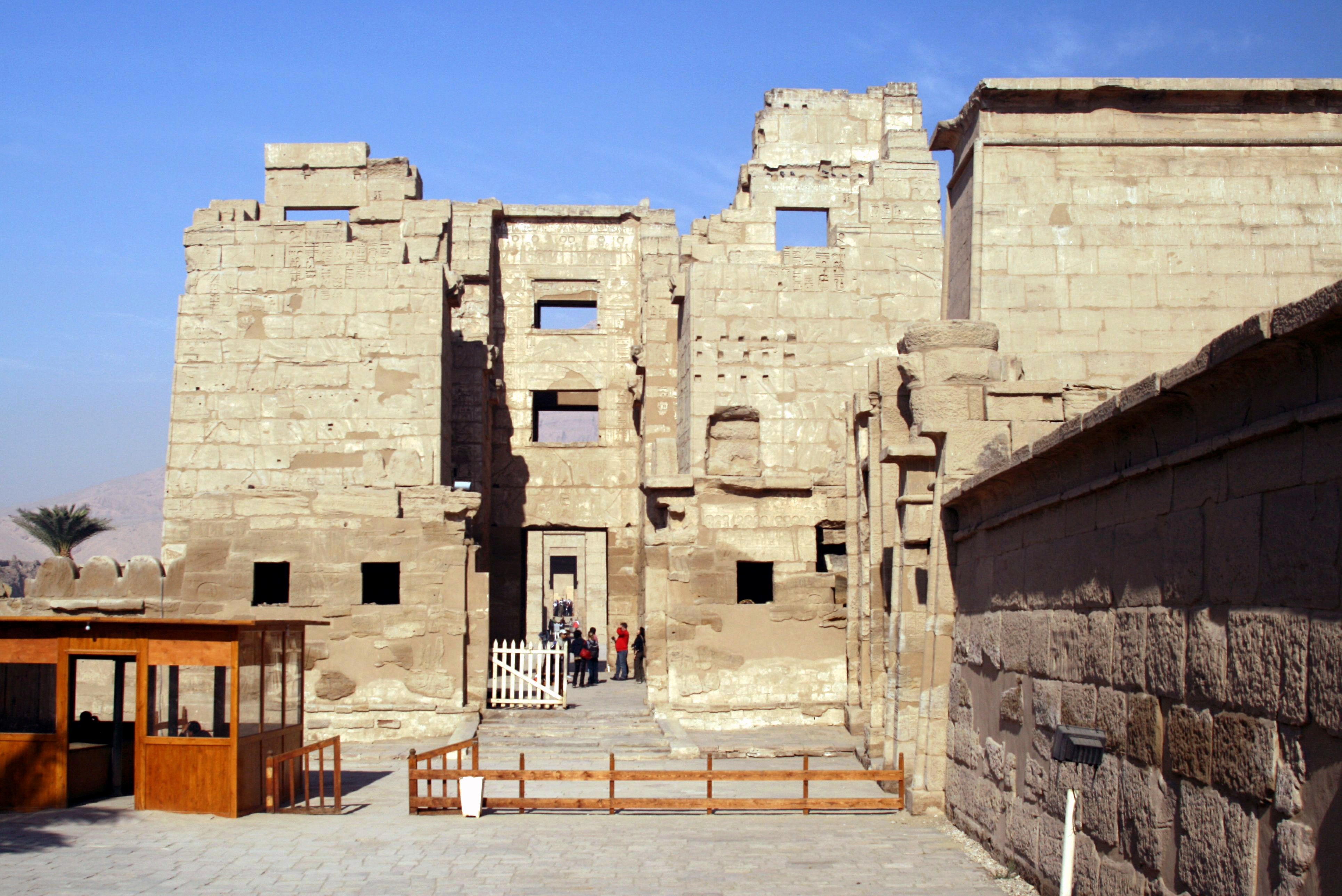
Entrada al templo.

El templo, de 150 metros de largo, tiene un diseño ortodoxo y se parece al templo funerario de Ramsés II, ubicado en las cercanías. El recinto del templo mide aproximadamente 210 metros por 300 y contiene más de 7000 metros cuadrados de paredes decoradas con relieves. Las paredes han sido preservadas relativamente bien y está rodeado por una enorme fortaleza construida con ladrillos de barro, que es posible que haya estado fortificada. La entrada original es a través de una puerta fortificada, conocida como migdol (una característica arquitectónica común de las fortalezas asiáticas de la época).
Dentro del recinto, al sur, se erigen capillas dedicadas a Amenardis I, Shepenupet II y Nitocris I, todas ellas consideradas Divinas Adoratrices de Amón.
El primer pilono conduce a un patio abierto, delimitado por estatuas colosales de Ramsés III y de Osiris en un lado y por columnas sin esculpir del otro lado. El segundo pilono lleva a un recibidor con forma de peristilo, también rodeado por columnas que tienen la forma de Ramsés. El recibidor conduce a una rampa que, a través de un pórtico encolumnado, lleva al tercer pilono y luego a otro recibidor, que ha perdido su techo. Se han encontrado relieves y cabezas reales de prisioneros extranjeros dentro del templo, quizás en un intento por simbolizar el control del rey sobre Siria y Nubia.
En los tiempos de los coptos, había una iglesia dentro de la estructura del templo, pero ha sido removida desde entonces. Algunos de los grabados de la pared principal del templo han sido alterados por los grabados de los coptos.
El Palacio Real estaba conectado directamente con el primer patio del templo a través de la "Ventana de las Apariciones".

## Excavación
Las primeras excavaciones en el templo tuvieron lugar de manera esporádica entre 1859 y 1899, auspiciadas por el Consejo Supremo de Antigüedades de Egipto. Durante estas décadas, se vació el templo completo, se removieron grandes cantidades de edificios del período copto y se adaptó el sitio para que fuese accesible para los visitantes.

## Lectura complementaria
- William J. Murnane, United with Eternity – A Concise Guide to the Monuments of Medinet Habu, Oriental Institute, University of Chicago and the American University of Cairo Press, 1980. ISBN 0-918986-28-1

### Informes arqueológicos
- The Epigraphic Survey, Medinet Habu I, Earlier Historical Records of Ramses III (OIP 8; Chicago, 1930)
- The Epigraphic Survey, Medinet Habu II, Later Historical Records of Ramses III (OIP 9; Chicago, 1932)
- The Epigraphic Survey, Medinet Habu III, The Calendar, the 'Slaughter House,' and Minor Records of Ramses III (OIP 23; Chicago, 1934)
- The Epigraphic Survey, Medinet Habu IV, Festival Scenes of Ramses III (OIP 51; Chicago, 1940)
- The Epigraphic Survey, Medinet Habu V, The Temple Proper, part 1 (OIP 83; Chicago, 1957)
- The Epigraphic Survey, Medinet Habu VI, The Temple Proper, part 2 (OIP 84; Chicago, 1963)
- The Epigraphic Survey, Medinet Habu VII, The Temple Proper, part 3 (OIP 93; Chicago, 1964)
- The Epigraphic Survey, Medinet Habu VIII, The Eastern High Gate (OIP 94; Chicago, 1970)
- W. F. Edgerton, Medinet Habu Graffiti Facsimiles (OIP 36; Chicago, 1937)
- Uvo Hölscher, Medinet Habu 1924-1928. II The Architectural Survey of the Great Temple and Palace of Medinet Habu (season 1927-28). OIC, n.º 5. Chicago: University of Chicago Press, 1929.
- H. J. Thissen, Die demotischen Graffiti von Medinet Habu: Zeugnisse zu Tempel und Kult im Ptolemäischen Ägypten (Demotische Studien 10; Sommerhausen, 1989)

## Galería

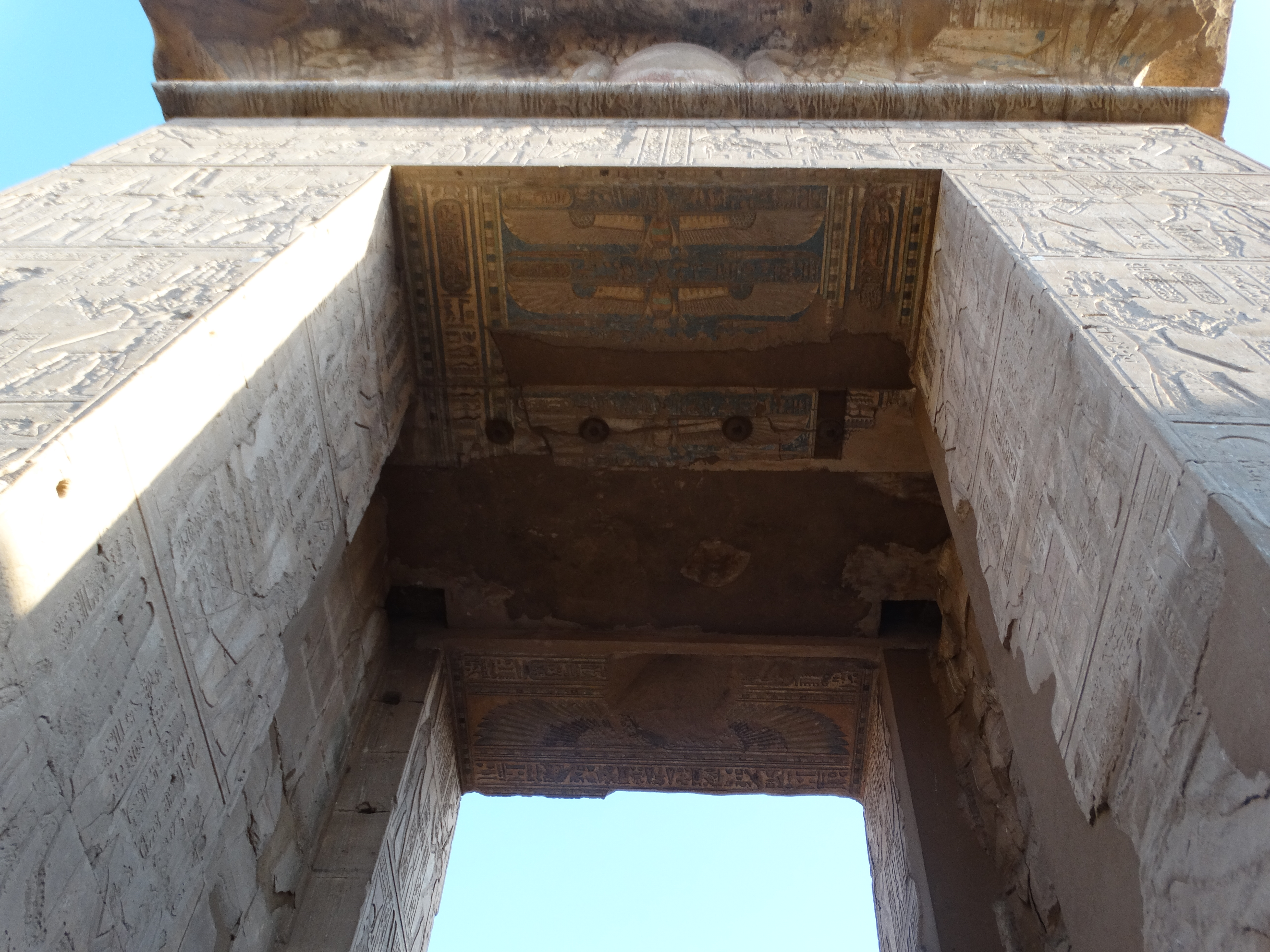
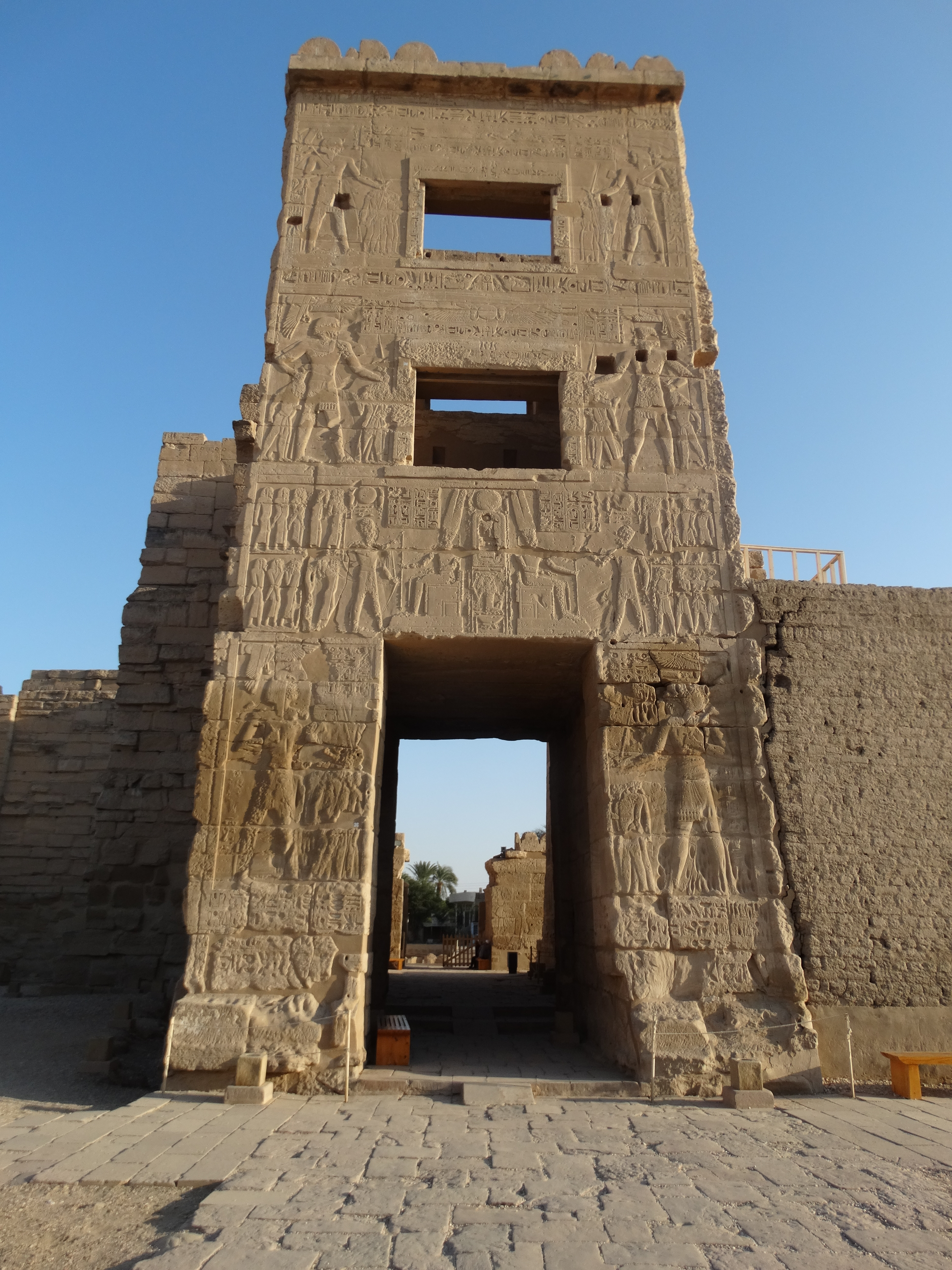
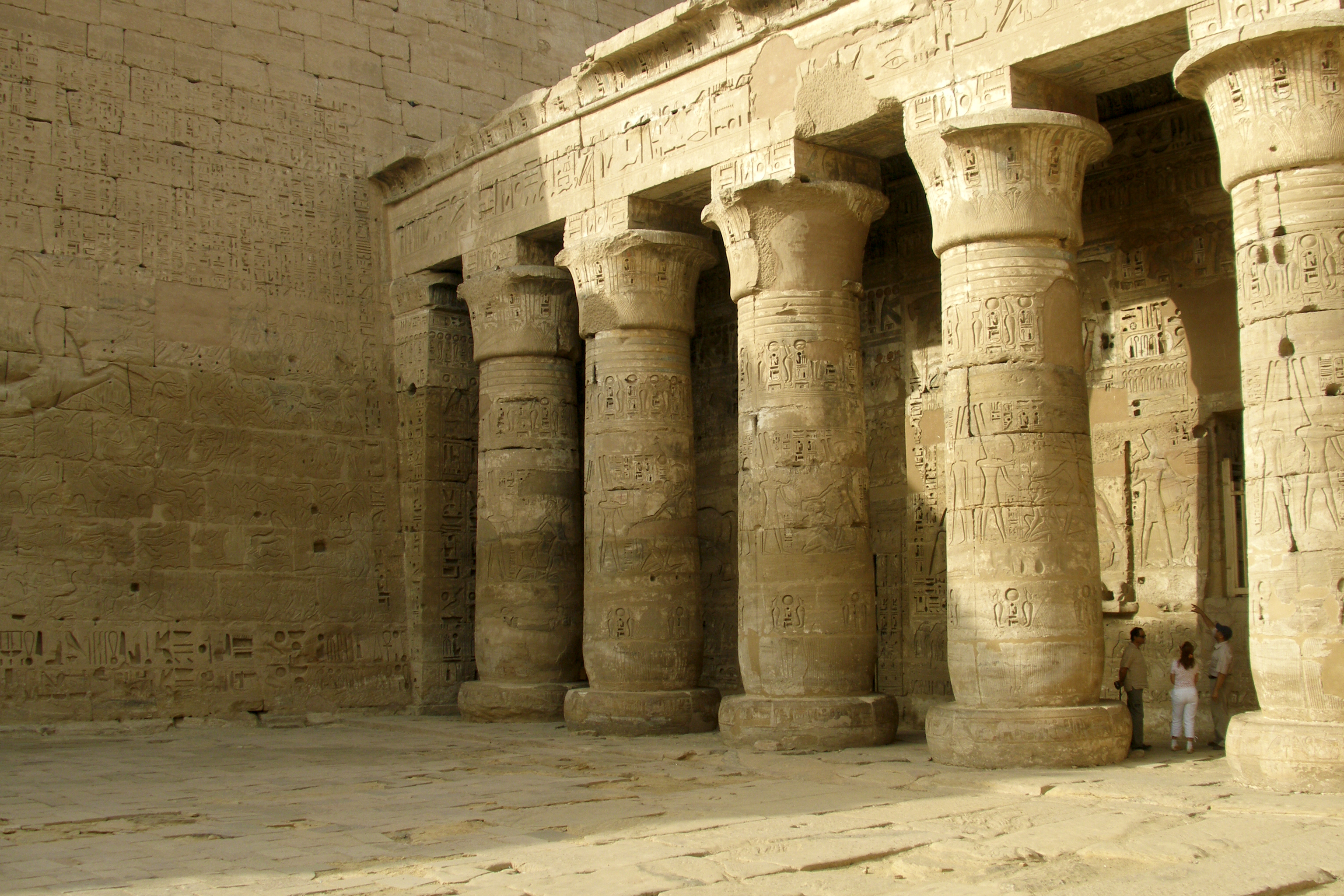
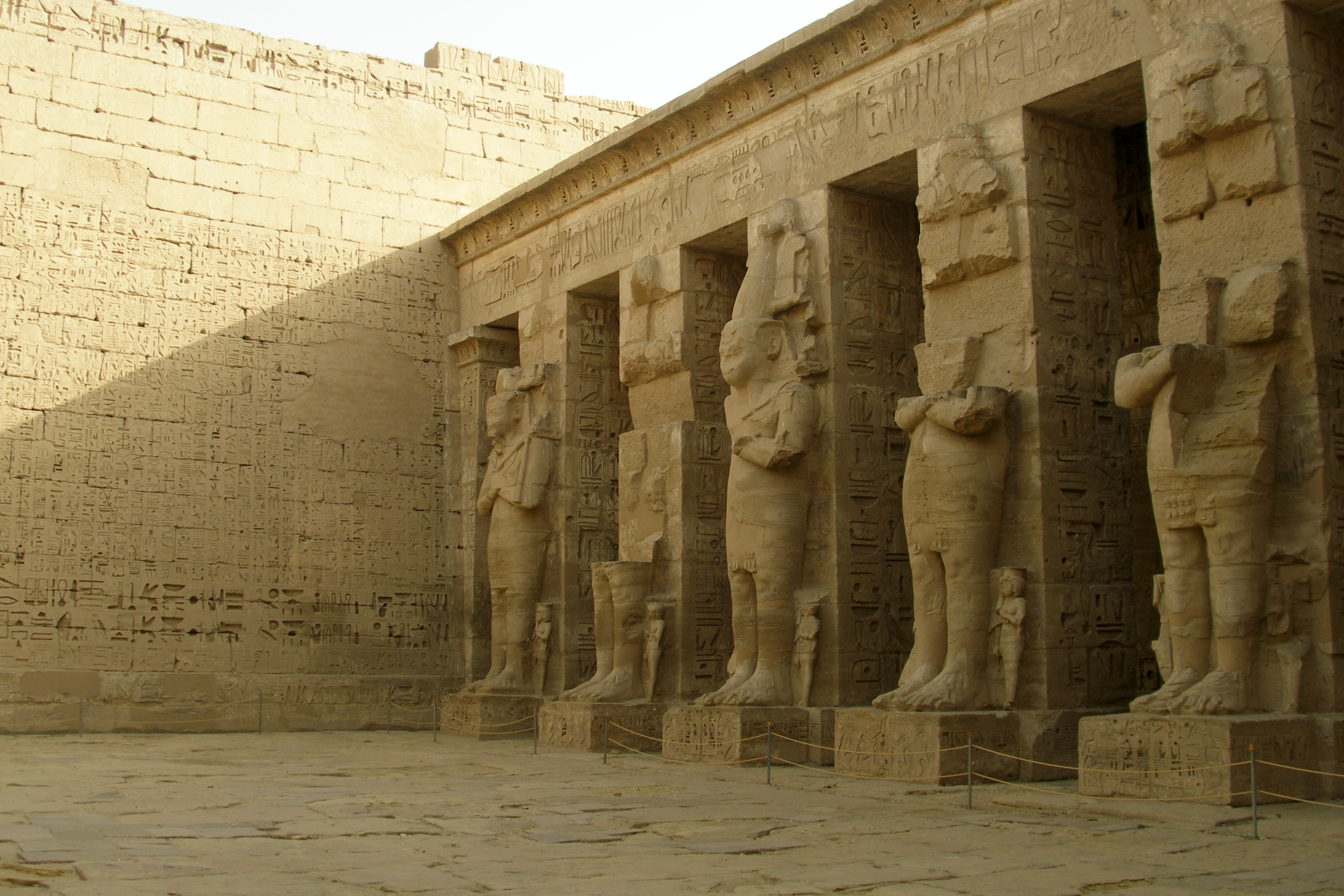
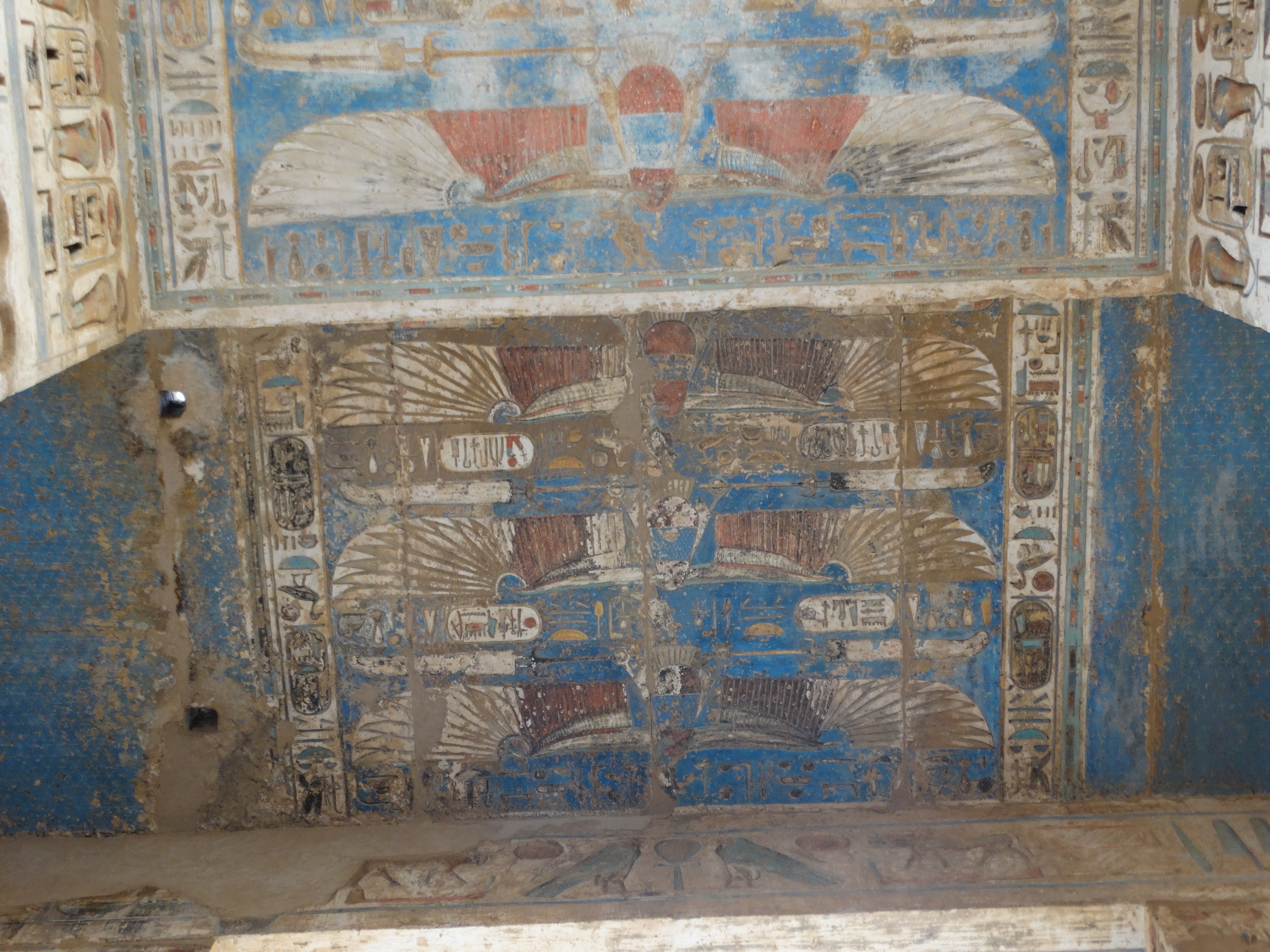
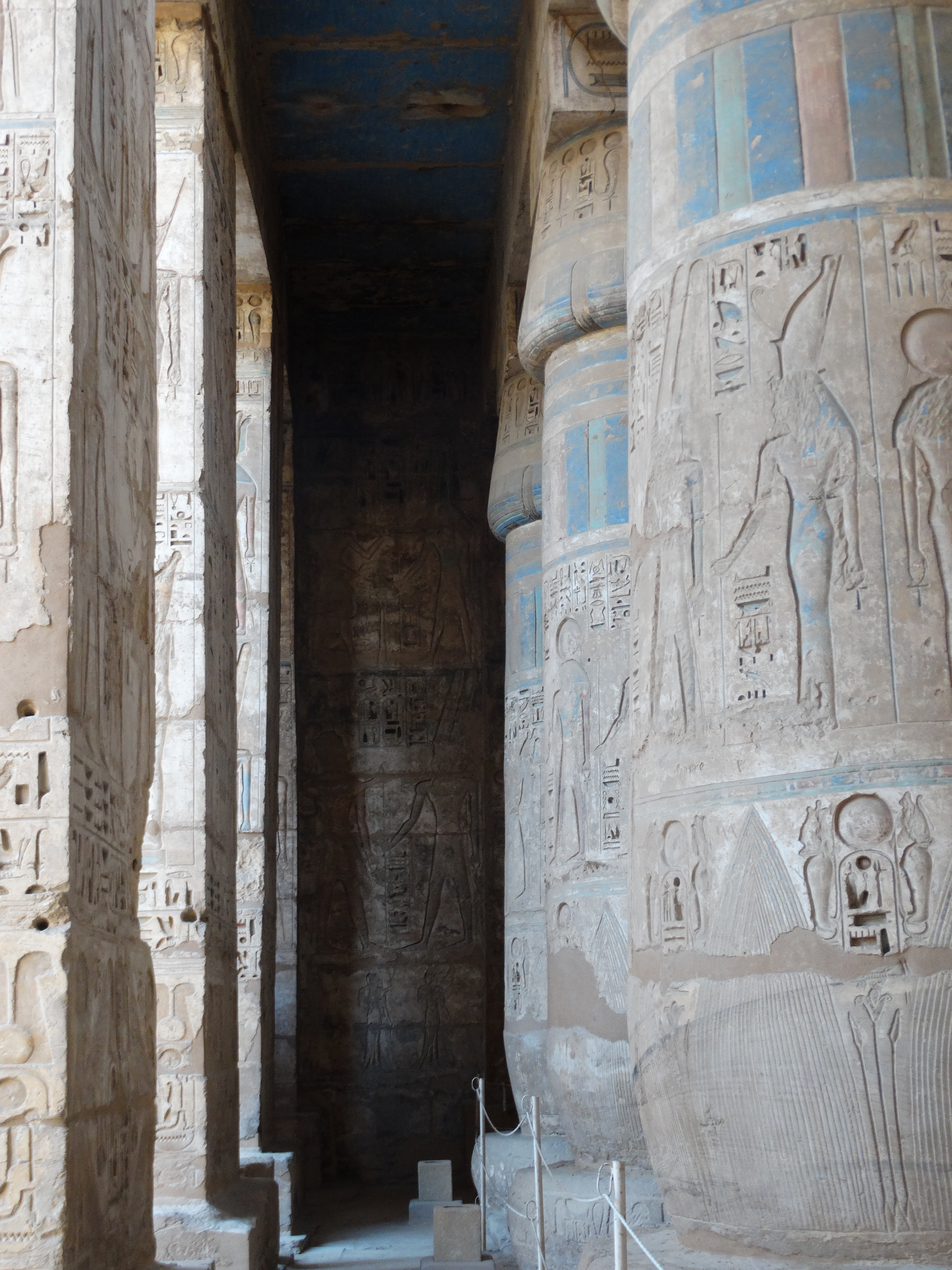
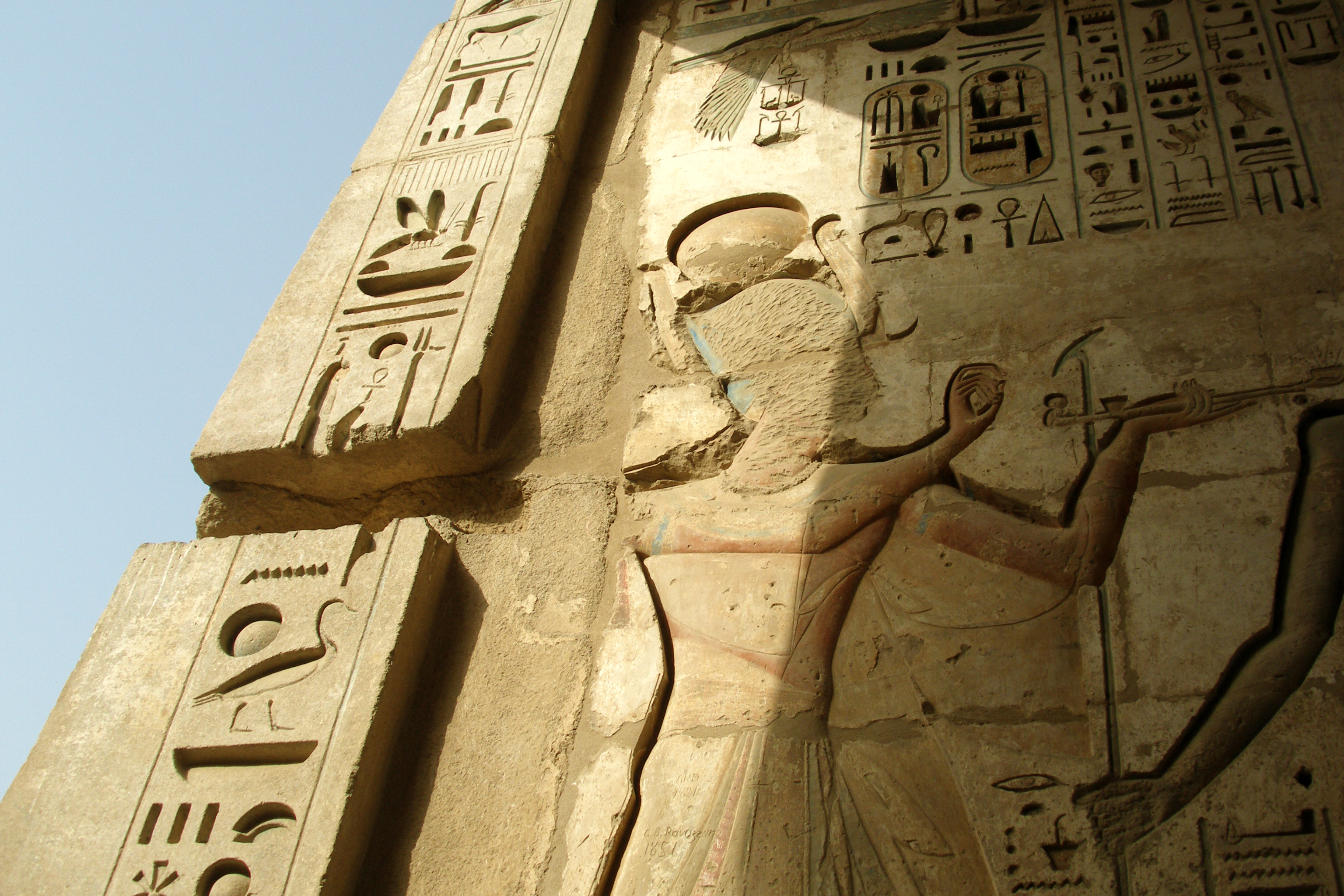
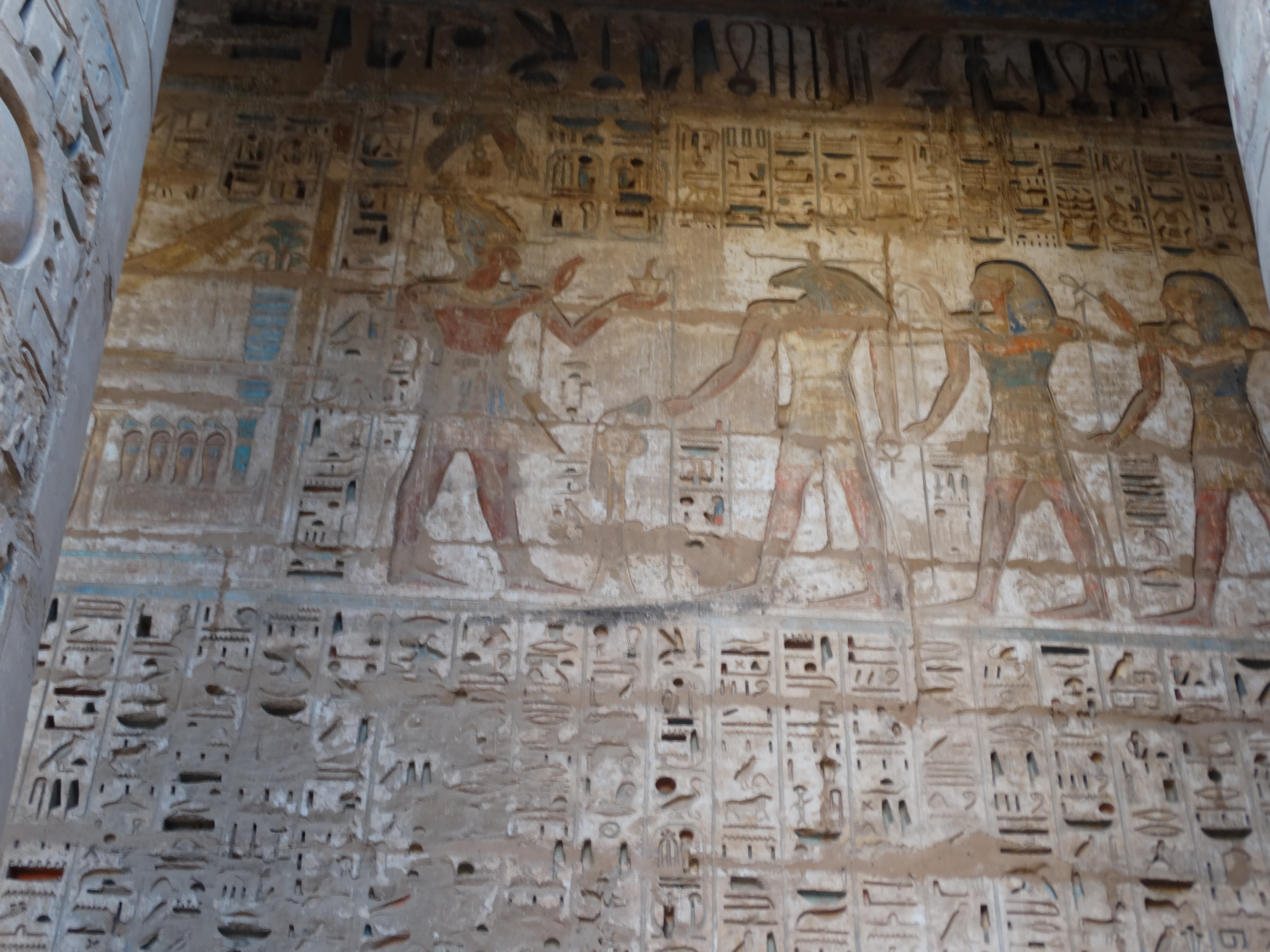
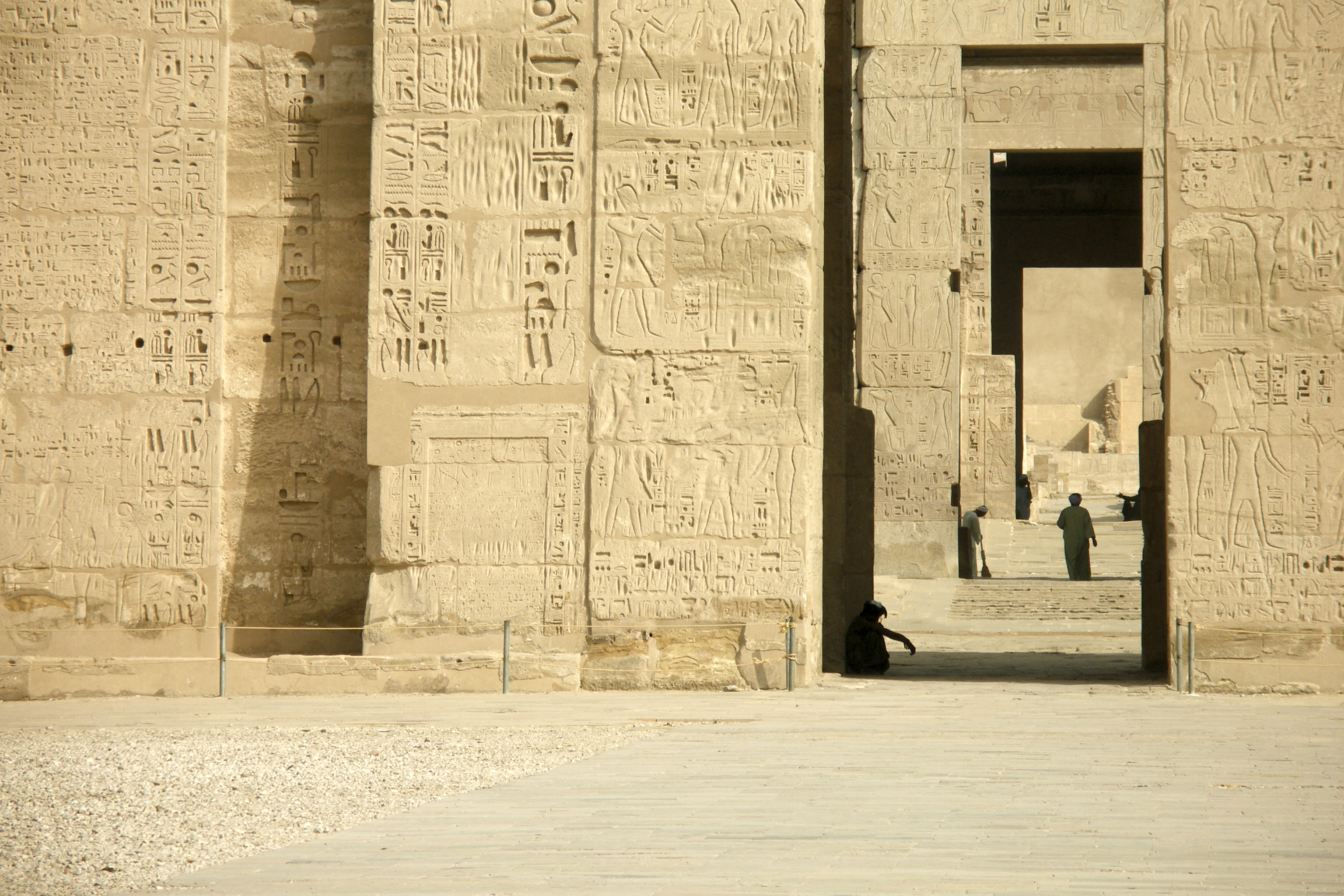